# 27-й Ключ
27-й Ключ — правый приток реки Рудной, в Дальнегорском городском округе. Назван по местоположению устья, находящемуся на 27-м километре от Рудной Пристани.
Исток находится на восточном склоне г. Солонцовая на высоте около 780 м. Течёт на северо-восток и впадает справа в среднее течение Рудной в районе хим. комбината. Длина ключа составляет 7,6 км, площадь бассейна 25,5 км².

## Гидрология
Несмотря на малую протяжённость, среднегодовые расходы воды в 27-м Ключе достигают значительных величин. Это объясняется относительно большой площадью водосбора, его положением на значительных высотах над уровнем моря и как следствие — несколько большим количеством осадков. Кроме того, практически вся площадь покрыта густым лесом, регулирующим сток. В нижнем течении ключа построено водохранилище, площадь зеркала которого составляет ок. 45 га, объём более млн м³.

## Геоморфология
По всей территории водосбора распространены крутые склоны. Гребни водоразделов узкие, как и долины ручьёв. Но скальные обнажения относительно редки. Относительно широко представлены курумы. Их площадь составляет около 15 га, располагаются они на крутых южных склонах. В верхнем течении (на склоне г. Солонцовой) на ручье имеются небольшие водопады.

## Природа
На небольшой территории водосбора 27-го ключа можно встретить разнообразные лесные ландшафты — от дубняков до елово-пихтовой тайги. Причём они могут располагаться буквально по соседству — на солнечной и теневой стороне небольшого распадка. Видовой состав и процентное соотношение широколиственных и хвойных пород деревьев слабо зависят от высоты над уровнем моря и больше подчинены экспозиции склонов. Значительное количество дуба, липы наблюдается в верхнем поясе на южных склонах Солонцовой и в то же время пихта, кедр, лиственница встречаются в долине. Безлесных, луговых ландшафтов крайне мало. Имеется небольшое урочище с фрагментами горных тундр (брусничник, угнетённые лиственницы), располагающееся на северных склонах выше 900 м в массиве г. Солонцовая.

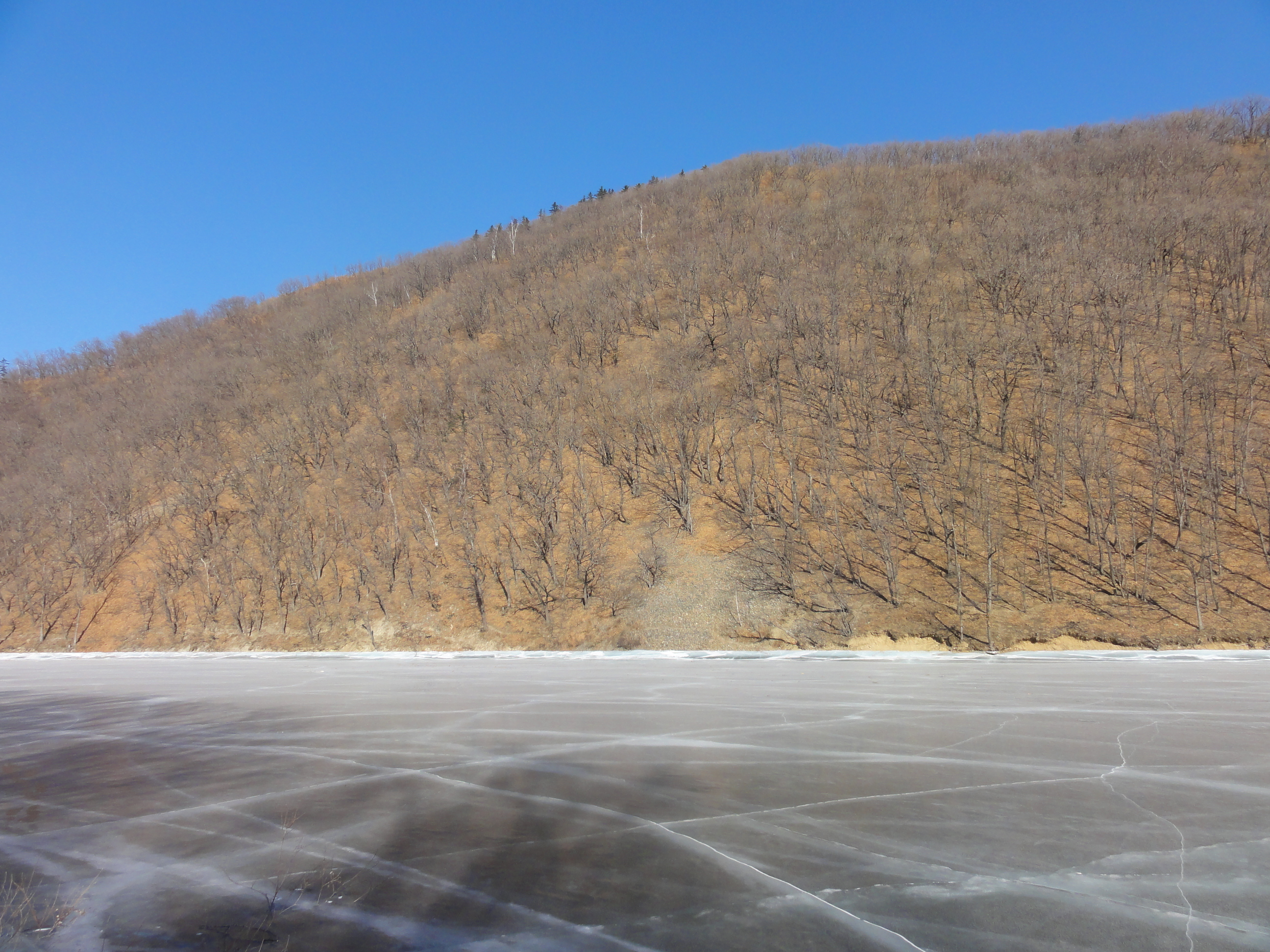
Залив на водохранилище 27-го Ключа

## Хозяйственное использование
Лесозаготовки в бассейне 27-го Ключа запрещены, так как территория является водоохранной зоной водохранилища.

## Отдых и туризм
Посещения людьми 27-го Ключа связаны со сбором кедрового ореха и рыбалкой. Территория расположена хотя и недалеко от городской черты Дальнегорска, но практически не затронута хозяйственной деятельностью. От водохранилища в верхнее течение ручья по долине проходит старая лесная дорога, в настоящее время размытая на бродах, местами заросшая кустарником. Такая же старая дорога проходит по водоразделу 27-го ключа и Светлого.

## Притоки
Крупнейший именованный приток — кл. Сухой Ключ. Его протяжённость 3,4 км. Впадает в водохранилище 27-го ключа.